# Marie-Louise Linssen-Vaessen
Marie-Louise Jean Joséphine Linssen-Vaessen (ur. 19 marca 1928 w Maastricht, zm. 15 lutego 1993 w Horst) – holenderska pływaczka, trzykrotna medalistka olimpijska.
Zdobyła srebrny medal na mistrzostwach Europy w 1947 w Monte Carlo w sztafecie 4 × 100 m stylem dowolnym (w składzie: Margot Marsman, Irma Schuhmacher, Vaessen i Hannie Termeulen).
Na igrzyskach olimpijskich w 1948 w Londynie wywalczyła brązowe medale na 100 m stylem dowolnym i w sztafecie 4 × 100 m stylem dowolnym (w składzie: Schuhmacher, Marsman, Vaessen i Termeulen)
Zdobyła złoty medal w sztafecie 4 × 100 m stylem dowolnym (w składzie: Ann Masser, Termeulen, Vaessen i Schuhmacher) na mistrzostwach Europy w 1950 w Wiedniu, a także srebrny medal na 100 m stylem dowolnym.
Na kolejnych igrzyskach olimpijskich w 1952 w Helsinkach zdobyła srebrny medal w sztafecie 4 × 100 m stylem dowolnym (w składzie: Vaessen, Koosje van Voorn, Termeulen i Schuhmacher).
Była mistrzynią Holandii na 100 m stylem dowolnym w 1950.